# Prâna
Prâna (ou corpo vital) é, na teosofia e em algumas correntes rosacrucianas, um dos princípios da constituição do Homem.
Na Teosofia é preferida a denominação Prâna (ou Pranan, em sânscrito: pra, antes; mais a raiz verbal an, respirar, viver) para designar o 3º princípio na constituição setenária do Homem. Prâna representa a energia psíquica, vital, que mantém o corpo físico funcionando (o corpo físico também é chamado corpo denso ou Sthula Sharira).
Na literatura rosacruciana de Max Heindel , (que foi também teósofo), fundador da Fraternidade Rosacruz, aceitam uma constituição tríplice do Homem, e neste caso usam a expressão corpo vital. Assim, diz-se que o homem é um Espírito tríplice, possuindo uma mente que governa o tríplice corpo. Assim, o Espírito Divino emana de si o corpo denso extraindo como alimento a Alma consciente; o Espírito de Vida emana de si o corpo vital, extraindo como alimento a Alma intelectual; e finalmente, o Espírito Humano emana de si o corpo de desejos, extraindo como alimento a Alma Emocional.
Segundo esta mesma corrente, diz-se que o corpo vital é de uma densidade inferior à do gás, denominada "éter" (não confundir com a função química de mesmo nome) que envolve os corpos de todos os seres vivos, e que possibilita a essas formas todo o metabolismo de vida. O corpo vital seria composto por éteres de quatro densidades, a saber (constituição do éter inferior para o superior):
- Éter químico - responsável pelo funcionamento de todo o metabolismo físico das atividades orgânicas vitais: digestão, excreção, respiração, etc.
- Éter de vida - responsável pelo funcionamento da função reprodutora: produção de esperma, ovulação, etc.
- Éter luminoso - responsável pelo funcionamento das funções de relação: visão, audição, fonação, etc. É plenamente desenvolvido apenas nos cordados, e ausente nas plantas e fungos.
- Éter refletor - responsável pelas funções da memória, do raciocínio, e da imaginação. É plenamente desenvolvido apenas no homem, existindo ainda em estado rudimentar em alguns mamíferos.

O corpo vital (Prâna na teosofia) é, de acordo com Max Heindel, equivalente ao duplo etérico (Linga Sharira na teosofia), pois este autor refere que o corpo etérico ou vital é divisível pelo indivíduo de forma voluntária-consciente-positiva (no caso de um "Auxiliar Invisível") ou de forma involuntária-inconsciente-negativa (no caso de "Medium"), em duas partes, cada uma das quais com dois etéres. A designação de "corpo vital", segundo Heindel, deve-se ao facto de o éter ser o meio de ingresso da força vital do Sol e das agências na natureza que promovem actividades vitais com o assimilação, o crescimento e a propagação. É uma contraparte ou matriz do corpo físico, molécula por molécula e órgão por órgão, com uma excepção: é do sexo oposto, significando Polaridade. À visão clarividente este corpo é ligeiramente mais largo, estendendo-se cerca de quatro centímetros para além da periferia do corpo físico.
Além disto, outras correntes rosacruzes, como é o caso da Fraternitas Rosicruciana Antiqua, preferem propor uma constituição humana formada por três princípios: Corpo, alma e espírito.

## Literatura de Referência
1. ↑ , Heindel, Max, Os Mistérios Rosacruzes (Cap. IV - Constituição do Homem: Corpo Vital-Corpo de Desejos-Mente), 1911